# Rugby 7 na Letniej Uniwersjadzie 2019
Zawody w rugby siedmioosobowym zostały rozegrane podczas Letniej Uniwersjady 2019 w dniach 5–7 lipca na stadionach Ex Nato i L. Moccia w Neapolu i Afragoli we Włoszech. 

## Medaliści i medalistki
| Konkurencja      | Złoto   | Srebro            | Brąz    |
| ---------------- | ------- | ----------------- | ------- |
| Turniej mężczyzn | Japonia | Południowa Afryka | Francja |
| Turniej kobiet   | Japonia | Francja           | Rosja   |

## Źródła
1. ↑  Sport Regulations - Rugby Sevens [online].